# Quinteto de Madeiras de Vancouver
O Quinteto de Madeiras de Vancouver foi um quinteto  baseado em Vancouver, Colúmbia Britânica, no Canadá. Ficou ativo do fim da década de 1960 até a década de 1970. O quinteto apresentou 40 concertos por ano, tanto em Vancouver como em turnês pelo país. O grupo apresentava-se em escolas e aparecia com frequência na Rádio CBC. O grupo fez notáveis gravações de compositores contemporâneos canadenses, incluindo Ingolf Dahl, Carl Nielsen e Robert Turner.
Fundada em 1968, o grupo veio da Orquestra Sinfônica de Vancouver e muitas vezes apresentaram-se junto da orquestra. Após 1975 o conjunto fez uma turne pelo Canadá. Os membros originais do conjunto eram Robert Creech (trompa), Harriet Crossland (flauta), Ronald de Kant (clarinete), Roland Small (fagote) e Warren Stannard (oboé). 